# L-seril-tRNASec selenio transferasi
 In enzimologia, una L-seril-tRNASec selenio transferasi (EC 2.9.1.1) è un enzima che catalizza la seguente reazione chimica:
L-seril-tRNASec + selenofosfato {\displaystyle \rightleftharpoons } L-selenocisteinil-tRNASec + fosfato
Pertanto, i due substrati di questo enzima sono L-seril-tRNASec e selenofosfato, mentre i suoi due prodotti sono L-selenocysteinil-tRNASec e fosfato.
Questo enzima appartiene alla famiglia delle transferasi, in particolare rientra in quello delle selenotransferasi, ovvero in grado di trasferire gruppi contenenti selenio. Il nome sistematico di questa classe di enzimi è selenofosfato: L-seril-tRNASec selenio transferasi . Altri nomi di uso comune includono L-selenocisteinil-tRNASel sintasi, L-selenocisteinil-tRNASec sintasi, selenocisteina sintasi, cisteinil-tRNASec-selenio transferasi e cisteinil-tRNASec-selenio transferasi. Questo enzima prende parte al metabolismo dell'acido selenoaminico. Inoltre, necessita del piridossalfosfato come cofattore per la sua attività.